# USS New Mexico (BB-40)
«Нью-Мексико» (англ. USS New Mexico) — головной американский линкор «одноимённого типа». Линкор «Нью-Мексико» был первым судном ВМС США, названным в честь одноимённого штата. Во время службы получил прозвище «Королева». Киль корабля был заложен на верфи New York Navy Yard 14 октября 1915. Спущен на воду 13 апреля 1917, крёстной матерью корабля стала мисс Маргарет Кэбеза Де Бака, разбившая бутылку о борт нового корабля. Линкор вступил в строй 20 мая 1918, и служил в составе ВМС США с 1918 до 1946 года.
«Нью-Мексико» был модернизирован между 1931 и 1933 и служил во время Второй мировой войны на Атлантическом и в Тихоокеанском Театре боевых действий. После списания он был отправлен на слом в 1947.

## История службы
20 мая 1918 года новый мощный линкор вошел в строй. Принять участия в боевых действиях ему не пришлось. Он успел на состоявшийся 26 декабря на рейде Нью-Йорка грандиозный смотр флота.
В январе 1919 года линкор вышел из Нью-Йорка в эскорте транспорта «Джордж Вашингтон», с президентом Вильсоном на борту.
5 марта 1931 года «Нью-Мексико» встал на модернизацию на верфи флота в Филадельфии. На корабле полностью заменили механизмы, усилили палубное бронирование, установили новые надстройки, бортовые противоторпедные були, 127-мм/25 зенитки и новейшие системы управления огнём.
С началом войны в Европе перебрался в Атлантику и 9 июня 1941 года бросил якорь в бухте Гуантанамо на Кубе.
После того как треть американского линейного флота была уничтожена в Перл-Харборе началась переброска всех имеющихся сил из Атлантики. Корабли 3-й эскадры 6 января 1942 года вышли в море, пройдя шлюзы Панамского канала ночью 11-го, а 22-го прибыли в бухту Сан-Франциско.